# Ronny Ackermann
Ronny Ackermann (* 16. Mai 1977 in Bad Salzungen) ist ein ehemaliger deutscher Nordischer Kombinierer. Von Ende 2011 bis zum Frühjahr 2020 war er auch deren Bundestrainer.

## Karriere
Mit fünf Jahren lernte Ronny Ackermann das Skilaufen in seinem Heimatort Unteralba, mit sieben kam das Skispringen hinzu. Im Alter von zwölf Jahren wechselte er an das Oberhofer Sportgymnasium. Nach seinem Abitur trat Ackermann in die Sportfördergruppe der Bundeswehr in Oberhof ein und startete für den WSV Oberhof 05. Seit Juli 2004 startete er für den Rhöner WSV Dermbach. Seine konstanten Spitzenleistungen im Skispringen und im Skilanglauf machten ihn zum vielleicht besten deutschen Kombinierer und zu einem der erfolgreichsten Nordischen Kombinierer weltweit. Bis November 2008 erreichte er 28 Weltcupsiege. Sein Markenzeichen waren die früher meist rot gefärbten Haare.
Ackermann gewann in der Saison 2001/2002 den Gesamtweltcup (Rang 3 in Oslo am 16. März bedeutete den ersten Gesamt-Weltcupsieg eines Deutschen seit 16 Jahren, als Hermann Weinbuch siegreich gewesen war; am Ende hatte der Oberhofer 2.110 Punkte und damit 124 Zähler Vorsprung auf Vorjahressieger Felix Gottwald) und konnte diesen Titel in der Saison 2002/2003 souverän verteidigen. Des Weiteren wurde er 2003 mit der Holmenkollen-Medaille geehrt.
In den beiden folgenden Weltcupwintern 2003/2004 und 2004/2005 musste Ackermann zwar im Gesamtweltcup dem laufstarken Finnen Hannu Manninen den Vortritt lassen, avancierte jedoch zum Star den Nordischen Skiweltmeisterschaften 2005 in Oberstdorf, als er sowohl im Einzel als auch im Sprint Weltmeister wurde. Am Ende des Jahres 2005 wurde er zudem zu Deutschlands Sportler des Jahres gewählt.
Die beiden nächsten Jahre verliefen für Ackermann eher enttäuschend. Umso überraschender wurde der Deutsche bei den Nordischen Skiweltmeisterschaften 2007 in Sapporo wieder Weltmeister im Einzel. Mit drei Titeln in Folge ist Ackermann auf dieser Strecke Rekordtitelträger.
Wegen großer Trainingsrückstände nach einer Virusinfektion und zwei Trainingsstürzen legte Ackermann seit Januar 2010 zunächst eine längere Wettkampfpause ein und verzichtete auch auf die Olympischen Spiele 2010. Im März 2011 gab er schließlich sein endgültiges Karriereende bekannt.
Von Ende 2011 bis Mai 2020 war Ronny Ackermann Bundestrainer im Stab unter dem leitenden Bundestrainer Hermann Weinbuch der Nordischen Kombinierer im Deutschen Skiverband (DSV). Er war dabei für das Skispringen zuständig. Im Mai 2020 wurde er in dieser Funktion vom ehemaligen österreichischen Skisprung-Cheftrainer Heinz Kuttin abgelöst. Ackermann soll fortan anderweitig innerhalb des DSV beschäftigt werden.

## Größte Erfolge
- 28 Weltcupsiege
- 2000 Deutscher Meister – Sprint
- 2000 Deutscher Vizemeister – Einzel
- 2001 Bronzemedaille – Sprint – Weltmeisterschaften – Lahti
- 2001 2. Platz – Gesamtweltcup
- 2001 Deutscher Meister – Einzel
- 2001 Deutscher Meister – Sprint
- 2002 Silbermedaille – Sprint – Olympische Winterspiele – Salt Lake City
- 2002 Silbermedaille – Staffel – Olympische Winterspiele – Salt Lake City
- 2002 Deutscher Meister – Einzel
- 2002 Deutscher Vizemeister – Sprint
- 2002 Gesamtweltcupsieger
- 2002 Sprintweltcupsieger
- 2003 Weltmeister Nordische Kombination – Einzel – Val di Fiemme
- 2003 Vizeweltmeister – Sprint – Weltmeisterschaften – Val di Fiemme
- 2003 Vizeweltmeister – Staffel – Weltmeisterschaften – Val di Fiemme
- 2003 Gesamtweltcupsieger
- 2003 Sprintweltcupsieger
- 2003 Deutscher Meister – Einzel
- 2003 Deutscher Meister – Sprint
- 2004 2. Platz – Gesamtweltcup
- 2005 Weltmeister Nordische Kombination – Einzel & Sprint – Oberstdorf
- 2005 Vizeweltmeister Nordische Kombination – Staffel – Oberstdorf
- 2006 Silbermedaille – Nordische Kombination – Staffel – Olympische Winterspiele – Turin
- 2007 Weltmeister Nordische Kombination – Einzel – Sapporo
- 2007 Vizeweltmeister Nordische Kombination – Staffel – Sapporo
- 2008 Gesamtweltcupsieger

### Weltcupsiege im Einzel
| Nr. | Datum             | Ort               | Disziplin               |
| --- | ----------------- | ----------------- | ----------------------- |
| 01. | 9. Dezember 1999  | Vuokatti          | Gundersen Normalschanze |
| 02. | 5. Januar 2001    | Reit im Winkl     | Sprint Normalschanze    |
| 03. | 10. Februar 2001  | Liberec           | Gundersen Großschanze   |
| 04. | 23. November 2001 | Kuopio            | Gundersen Großschanze   |
| 05. | 25. November 2001 | Kuopio            | Sprint Großschanze      |
| 06. | 18. Dezember 2001 | Steamboat Springs | Sprint Großschanze      |
| 07. | 3. Januar 2002    | Reit im Winkl     | Sprint Normalschanze    |
| 08. | 18. Januar 2002   | Liberec           | Sprint Großschanze      |
| 09. | 15. März 2002     | Oslo              | Gundersen Großschanze   |
| 10. | 22. Januar 2003   | Hakuba            | Gundersen Großschanze   |
| 11. | 25. Januar 2003   | Sapporo           | Massenstart Großschanze |
| 12. | 9. März 2003      | Oslo              | Sprint Großschanze      |
| 13. | 14. März 2003     | Lahti             | Gundersen Großschanze   |
| 14. | 29. November 2003 | Kuusamo           | Gundersen Großschanze   |
| 15. | 30. November 2003 | Kuusamo           | Sprint Großschanze      |
| 16. | 6. Dezember 2003  | Trondheim         | Sprint Großschanze      |
| 17. | 12. Dezember 2003 | Val di Fiemme     | Sprint Normalschanze    |
| 18. | 30. Dezember 2003 | Oberhof           | Gundersen Großschanze   |
| 19. | 22. Februar 2004  | Liberec           | Gundersen Großschanze   |
| 20. | 29. Februar 2004  | Oslo              | Gundersen Großschanze   |
| 21. | 27. November 2004 | Kuusamo           | Gundersen Großschanze   |
| 22. | 4. Dezember 2004  | Trondheim         | Gundersen Großschanze   |
| 23. | 5. Dezember 2004  | Trondheim         | Sprint Großschanze      |
| 24. | 2. Januar 2005    | Ruhpolding        | Sprint Großschanze      |
| 25. | 30. November 2007 | Kuusamo           | Gundersen Großschanze   |
| 26. | 12. Januar 2008   | Val di Fiemme     | Gundersen Großschanze   |
| 27. | 20. Januar 2008   | Klingenthal       | Sprint Großschanze      |
| 28. | 29. November 2008 | Kuusamo           | Gundersen Großschanze   |

### Grand-Prix-Siege im Einzel
| Nr. | Datum           | Ort                  | Disziplin               |
| --- | --------------- | -------------------- | ----------------------- |
| 01. | 22. August 1999 | Wernigerode          | Einzel                  |
| 02. | 25. August 1999 | Steinbach-Hallenberg | Einzel                  |
| 03. | 28. August 1999 | Klingenthal          | Einzel                  |
| 04. | 26. August 2001 | Steinbach-Hallenberg | Einzel                  |
| 05. | 29. August 2003 | Klingenthal          | Gundersen Normalschanze |

### B-Weltcup-Siege im Einzel
| Nr. | Datum            | Ort    | Disziplin             |
| --- | ---------------- | ------ | --------------------- |
| 01. | 3. Dezember 1995 | Ramsau | Gundersen Großschanze |

## Statistik

### Platzierungen bei Olympischen Winterspielen
| Jahr und Ort   | Wettbewerb   | Wettbewerb | Wettbewerb |
| Jahr und Ort   | Gundersen NH | Sprint LH  | Team       |
| -------------- | ------------ | ---------- | ---------- |
| 1998 Nagano    | –            | –          | 06.        |
| 2002 Park City | 04.          | 02.        | 02.        |
| 2006 Pragelato | 18.          | 08.        | 02.        |

### Platzierungen bei Weltmeisterschaften
| Jahr und Ort    | Wettbewerb   | Wettbewerb   | Wettbewerb | Wettbewerb  | Wettbewerb |
| Jahr und Ort    | Gundersen NH | Gundersen LH | Sprint     | Massenstart | Team       |
| --------------- | ------------ | ------------ | ---------- | ----------- | ---------- |
| 1999 Ramsau     | 24.          | –            | 09.        | –           | 06.        |
| 2001 Lahti      | 16.          | –            | 03.        | –           | 04.        |
| 2003 Pragelato  | 01.          | –            | 02.        | –           | 02.        |
| 2005 Oberstdorf | 01.          | –            | 01.        | –           | 02.        |
| 2007 Sapporo    | 01.          | –            | 08.        | –           | 02.        |
| 2009 Liberec    | 13.          | 21.          | –          | 19.         | 02.        |

## Auszeichnungen
- 2003 Dritter Platz Sportler des Jahres
- 2005 Sportler des Jahres
- 2006 Silbernes Lorbeerblatt[3]